# Caneyville
Caneyville är en ort i Grayson County, Kentucky, USA. År 2000 hade orten 627 invånare. Den har enligt United States Census Bureau en area på 4,2 km², allt är land.